# Trzebinia (województwo śląskie)
Trzebinia – wieś w Polsce położona w województwie śląskim, w powiecie żywieckim, w gminie Świnna. 
Według Andrzeja Komonieckiego, autora „Dziejopisu Żywieckiego”, miejscowość swą nazwę zawdzięcza „trzem braciom Bieniom, którzy na tym miejscu osiedli i którzy ustawicznie się o te grunta bili”. Inne etymologie dotyczące nazwy wsi mówią, że powstała ona w miejscu wytrzebionego lasu lub, że rosły tam kiedyś krzewy zwane trzebiami.
W Trzebini działają organizacje społeczne. Najstarszą z nich jest Ochotnicza Straż Pożarna, której historia sięga 1922 roku. Są tutaj też: Koło Gospodyń Wiejskich oraz powstały w 1999 roku Ludowy Klub Sportowy „Grapa”.
W Trzebini funkcjonuje Zespół Szkolno-Przedszkolny (powstały na skutek połączenia Szkoły Podstawowej oraz Przedszkola Publicznego), który w 2007 roku przyjął imię Janusza Korczaka. W 2011 roku na terenie wsi powstało również gimnazjum, dla którego wybudowano oddzielny budynek, w którym mieści się sala gimnastyczna oraz sale lekcyjne. Gimnazjum wygaszono w ramach reformy systemu oświaty.
Na terenie wsi działalność duszpasterską prowadzi Kościół rzymskokatolicki (parafia Matki Bożej Różańcowej).
W 1595 roku wieś położona w powiecie śląskim województwa krakowskiego była własnością kasztelana sądeckiego Krzysztofa Komorowskiego. W latach 1975–1998 miejscowość położona była w województwie bielskim.

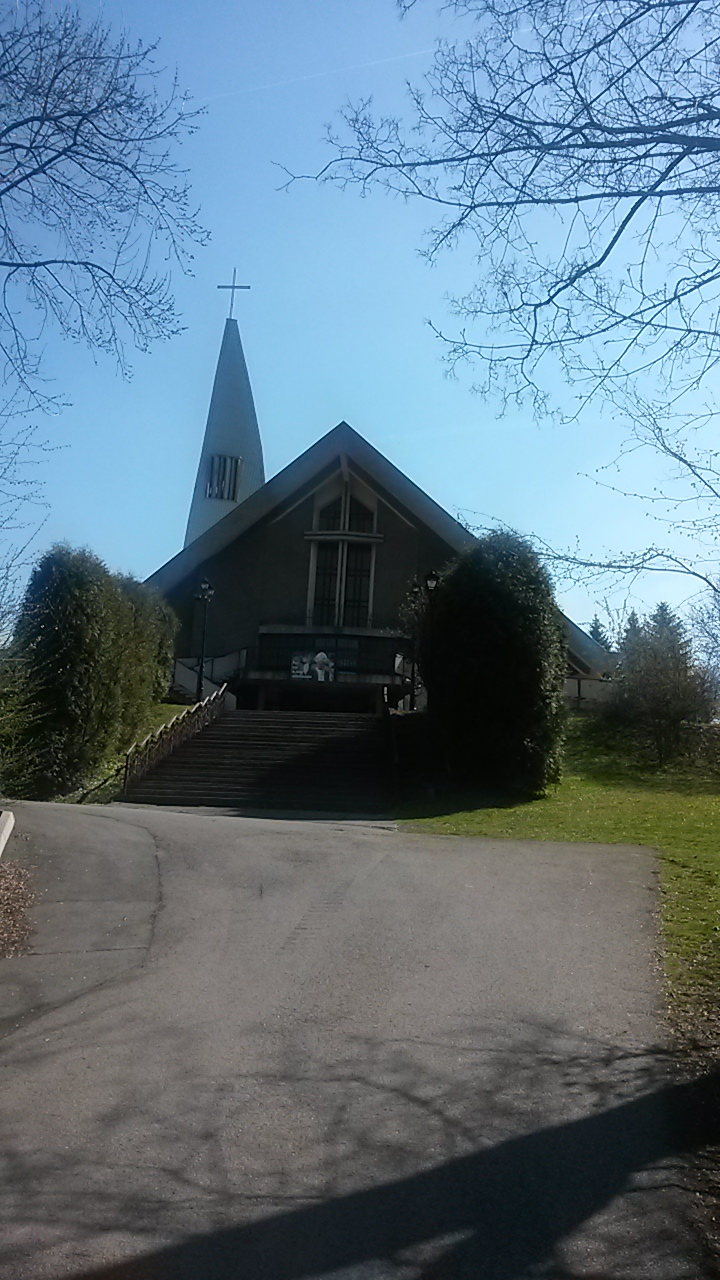
Kościół
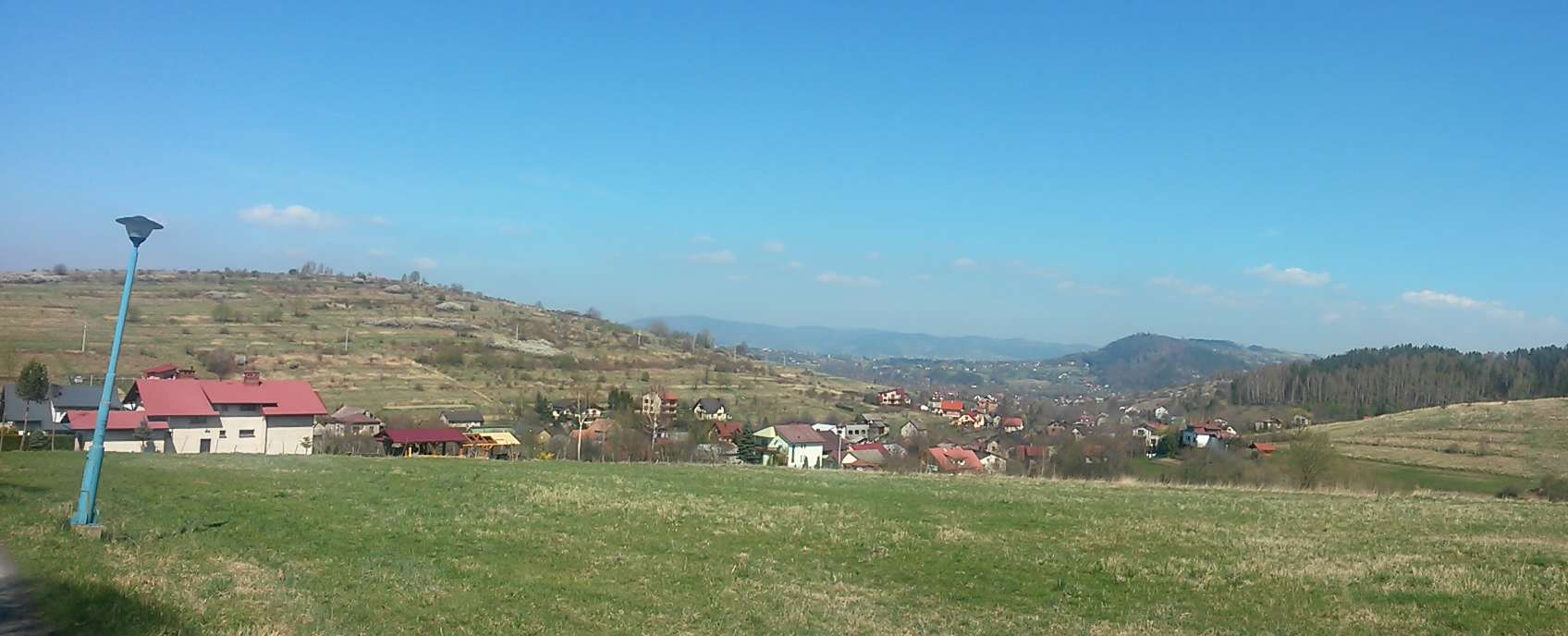
Panorama
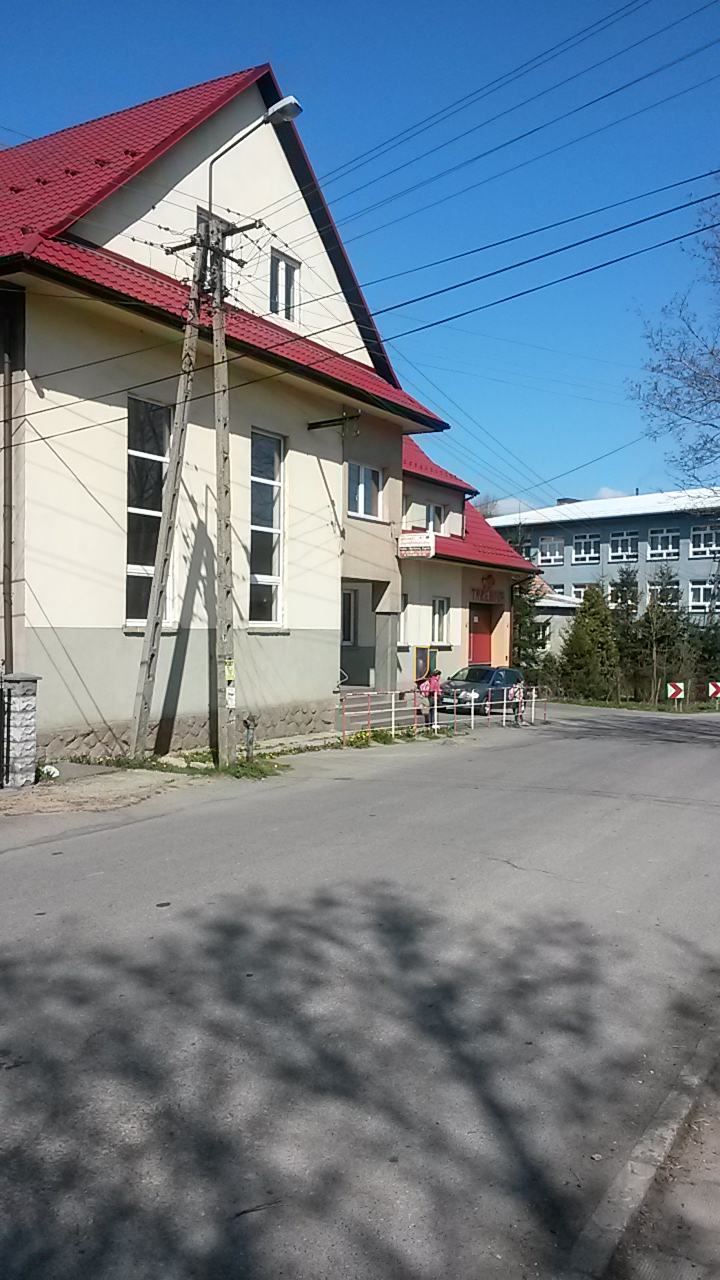
OSP i Dom Ludowy
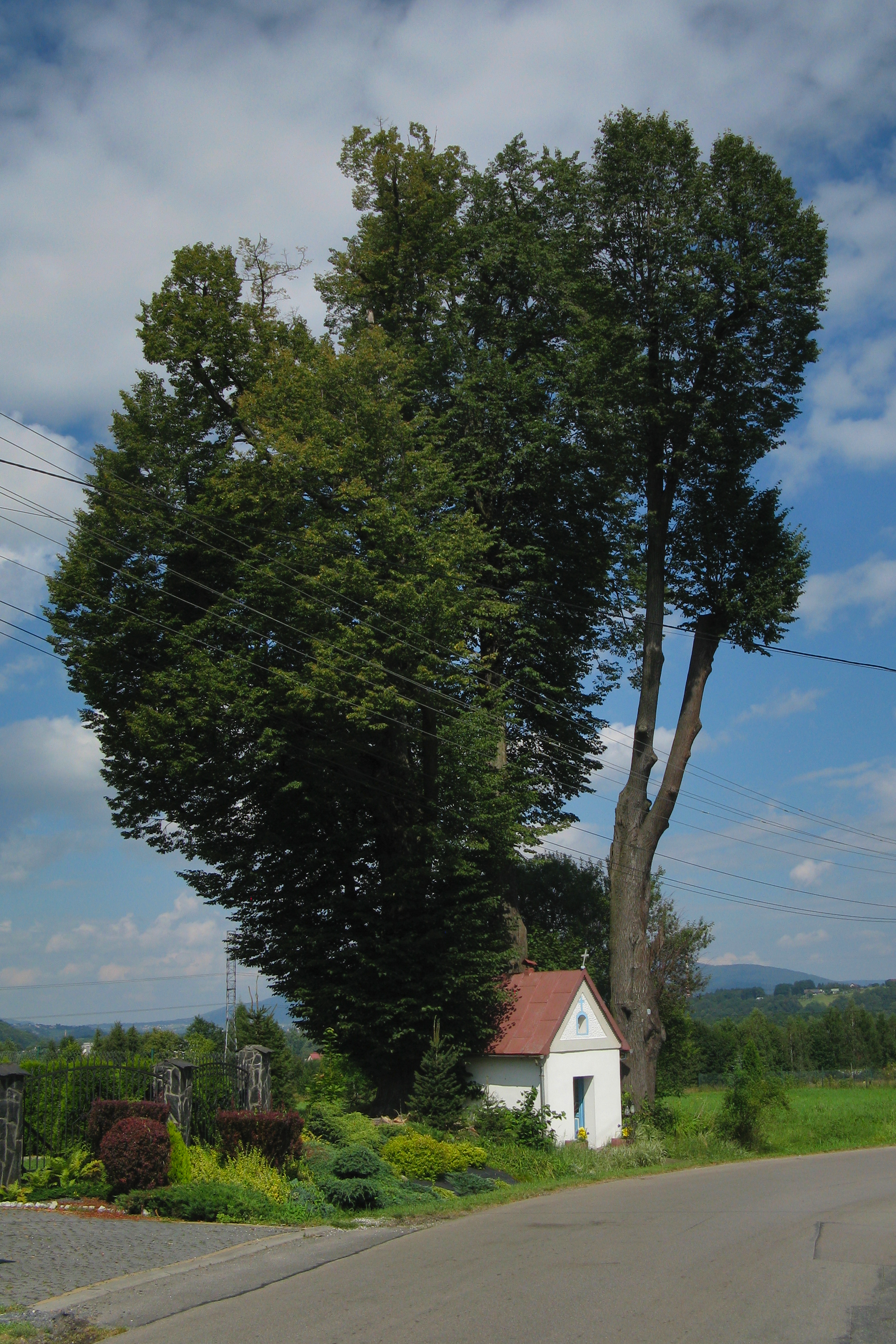
Skupisko lip drobnolistnych (pomnik przyrody) oraz kapliczka przy ul. Beskidzkiej (2020)